# Mictochroa albirena
Mictochroa albirena är en fjärilsart som beskrevs av Druce 1909. Mictochroa albirena ingår i släktet Mictochroa och familjen nattflyn. Inga underarter finns listade i Catalogue of Life.